# Nadbory (gromada)
Nadbory – dawna gromada, czyli najmniejsza jednostka podziału terytorialnego Polskiej Rzeczypospolitej Ludowej w latach 1954–1972.
Gromady, z gromadzkimi radami narodowymi (GRN) jako organami władzy najniższego stopnia na wsi, funkcjonowały od reformy reorganizującej administrację wiejską przeprowadzonej jesienią 1954 do momentu ich zniesienia z dniem 1 stycznia 1973, tym samym wypierając organizację gminną w latach 1954–1972.
Gromadę Nadbory z siedzibą GRN w Nadborach utworzono – jako jedną z 8759 gromad – w powiecie łomżyńskim w woj. białostockim, na mocy uchwały nr 18/V WRN w Białymstoku z dnia 4 października 1954. W skład jednostki weszły obszary dotychczasowych gromad Nadbory, Brzostowo, Biodry, Chyliny, Kąty, Siestrzanki i Mocarze ze zniesionej gminy Jedwabne w tymże powiecie. Dla gromady ustalono 14 członków gromadzkiej rady narodowej.
31 grudnia 1959 z gromady Nadbory wyłączono wsie Kąty, Biodry i Chyliny włączając je do gromady Łoje-Awissa, po czym gromadę Nadbory zniesiono włączając jej (pozostały) obszar do nowo utworzonej gromady Burzyn.